# Cryptoblepharus plagiocephalus
Cryptoblepharus plagiocephalus (змієокий сцинк Перона) — вид сцинкоподібних ящірок родини сцинкових (Scincidae). Ендемік Австралії.

## Поширення і екологія
Змієокі сцинки Перона мешкають на західному узбережжі та у внутрішніх районах Західної Австралії. Вони живуть в лісах і чагарникових заростях. Ведуть деревний спосіб життя.